# Magic and Mayhem
Magic and Mayhem — компьютерная игра в жанре RPG и стратегии в реальном времени, разработанная британской студией Mythos Games. Игра была выпущена в 1998 году компанией Virgin Interactive в Европе и Bethesda Softworks в 1999 году в США.
Игрок берёт на себя роль начинающего мага Корнелиуса, который отправляется в фантастический мир на поиски своего дяди. Цель игрока — преодолеть 36 уровней, попутно сражаясь с различными существами, и выяснить судьбу родственника. Оружием главного героя являются магические заклинания, которые он разрабатывает при помощи артефактов, разбросанных на карте.
Игра получила преимущественно положительные отзывы от игровой прессы. Критикам понравился игровой процесс и графика, по остальным аспектам игры они разошлись во мнениях.

## Игровой процесс

Игровой процесс Magic and Mayhem. Деревянные объекты могут гореть из-за воздействия молний

Magic and Mayhem представляет собой компьютерную игру с элементами ролевой игры и стратегии в реальном времени. Главный герой — маг-новичок по имени Корнелиус. Его дядя Лукан внезапно исчез, и он отправился на его поиски. При помощи магического устройства в комнате дяди Корнелиус перемещается в фэнтези-мир, наполненный мифическими существами. Задача игрока — пройти все 36 уровней и найти родственника. Главный герой обладает способностью создавать магические заклинания для борьбы с врагами: сначала доступны 3 заклинания, но их список увеличивается до 60 по мере нахождения особых предметов и улучшения навыков. В игре нет команд — игрок управляет только главным героем, а персонажи, которые временно присоединятся к нему, управляются компьютером. Другие маги и призванные ими существа противостоят главному герою. Действия игры протекают в трёх мирах, посвящённых историческим эпохам и культурам — кельтском, греческом и средневековом. В игре присутствует многопользовательский режим до 4 игроков.
На каждом уровне есть враги, которых необходимо уничтожить для перехода на следующий через магический портал. В конце каждого уровня игрок может потратить полученный опыт на улучшение навыков персонажа. Среди них сила, магия, количество слотов для призыва существ и заклинаний, которые можно взять на следующий уровень. На карте разбросаны ценные предметы — артефакты. При помощи них игрок может создавать заклинания. В меню создания заклинаний каждый предмет можно положить в разный слот — хаотичный, нейтральный или слот закона. В зависимости от слота конечное заклинание будет иметь разный эффект. Создание наиболее необходимых заклинаний составляют стратегию игры, которая упрощает прохождение уровней. На уровне разбросаны бонусные предметы. Среди них — еда, восстанавливающая здоровье, и источники маны одноразового использования. Мана расходуется при применении заклинаний игроком. Для её пополнения по карте расставлены магические круги. Игрок может размещать на этих кругах призванных существ, что замедляет расход маны и ускоряет её восстановление.
Заклинания дают игроку широкие возможности. Они позволяют телепортироваться, создавать огненные шары, становиться невидимым и так далее. Также можно призывать различных существ, которые будут помогать главному герою, а за удары будут получать опыт, который преобразуется в звание «ветерана» или «короля» для каждого юнита.

## Разработка и выпуск
Игра разработана британской студией Mythos Games, которая уже была известна созданием игры X-COM. Изданием игры в Европе занималась компания Virgin Interactive. Музыкальное сопровождение для игры написала группа Afro Celt Sound System. Выпуск игры в США мог сорваться из-за закрытия местного офиса Virgin, который собирался издавать игру под названием Duel: The Mage Wars. Однако выпуском американской версии занялась компания Bethesda Softworks. Эта версия была незначительно улучшена: например, был доработан искусственный интеллект противника. Те же изменения компания пообещала впоследствии через патч и европейским игрокам. Издатели называли жанр игры стратегией, поскольку ролевые игры тогда продавались хуже, как предположил Томас Вернер из журнала PC Player. В Европе игра была выпущена в ноябре 1998 года. Выпуск игры в Америке под оригинальным европейским названием состоялся 5 мая 1999 года.

## Оценки
| Сводный рейтинг       | Сводный рейтинг |
| Агрегатор             | Оценка          |
| --------------------- | --------------- |
| GameRankings          | 78,18 %         |
| Иноязычные издания    |                 |
| Издание               | Оценка          |
| CGW                   | 3,5 из 5        |
| CVG                   | 3 из 5          |
| IGN                   | 7,3 из 10       |
| LeveL                 | 7 из 10         |
| PC Zone               | 92 из 100       |
| PC Player             | 4 из 5          |
| Русскоязычные издания |                 |
| Издание               | Оценка          |
| «Игромания»           | 9,6 из 10       |

Magic and Mayhem получила преимущественно положительные отзывы критиков. Агрегатор оценок Game Rating поставил игре рейтинг 78 % из 100 % на основе 11 рецензий.
Многопользовательский режим порадовал журналистов, но они видят в нём некоторые проблемы. Стив Кей из Computer and Video Games сказал, что вместе с элементами мультиплеера игра «может вызывать зависимость». Трент Уорд из IGN также сказал, что мультиплеер может затянуть игрока на большее время, но он «не сильно впечатляет». Рецензент Computer Gaming World Том Прайс добавил, что в многопользовательском режиме игра начинает тормозить даже с двумя игроками, соединёнными локальной сетью. Механизм многопользовательской игры пришёлся Игорю Савенкову из журнала Игромания «необычным», поскольку из-за сложной системы заклинаний каждый игрок обладает уникальным набором способностей.
Рецензенты обратили внимание на смешение жанров. Прайс назвал его «уникальным». Игорь Савенков заявил, что игра не является типичной RPG, так как в ней отсутствуют механизм взаимодействия с командой, а навыки развиваются лишь ограниченно у главного героя. В то же время боевая система построена по принципу стратегий в реальном времени.
Мнения рецензентов о графике Magic and Mayhem в целом положительные. Рецензент Страны игр был впечатлён анимацией героев, палитрой цветов, эффектами магии и брызг крови, хотя назвал «убогими» огонь и взрывы. Уорд счёл графику достаточно качественной, но не нашёл в ней впечатляющих элементов. Савенков нашёл графику «великолепной» и похвалил анимацию и спецэффекты.
Трент Уорд назвал саундтрек игры «одним из самых впечатляющих, с которым он сталкивался». Он оценил слияние традиционных мотивов с современной обработкой. Автору журнала PC Zone так же понравились кельтские мотивы в саундтреке. Однако другого мнения придерживается Игорь Савенков: «однообразные мелодии „вязнут“ в ушах как заезженная пластинка».
Рецензенты в целом похвалили игровой процесс Magic and Mayhem. Уорд описал его как «увлекательное переосмысления стратегии в реальном времени». Савенков оценил механику призыва существ вместо типичного «найма» союзников и сказал, что «такого еще не было нигде». Критики PC Player и Computer Gaming World Томас Вернер и Том Прайс назвали игровой процесс «весёлым». Рецензент назвал игру «триумфом» Mythos Games, однако считает «небольшим недостатком» невозможность управлять союзниками. В миссиях, где нужно защищать товарища, он всякий раз терялся и шёл в сторону врагов с низкими очками здоровья. Автору турецкого журнала LEVEL понравилась игра, но он считает, что у разработчиков «не удалось создать волшебную атмосферу».